# Uraeotyphlus narayani
Uraeotyphlus narayani är en groddjursart som beskrevs av Seshachar 1939. Uraeotyphlus narayani ingår i släktet Uraeotyphlus och familjen Ichthyophiidae. IUCN kategoriserar arten globalt som otillräckligt studerad. Inga underarter finns listade i Catalogue of Life.